# سوسية حقيقية
الفصيلة السوسية الحقيقية أو خنافس القلف أو السُّوسِيَّات أو كركليونيدي أو السُوسيّة (الاسم العلمي: Curculionidae) (بالإنجليزية: True Weevils) هي فصيلة من الحشرات تتبع رتبة غمديات الأجنحة من صنف الجناحيات. وتسمى أيضا فصيلة الخنافس الخطمية (بالإنجليزية: Snout Beetles). في 1998، كانت تُعرف بأنها أكبر فصيلة في الحيوان، وذلك من خلال أكثر من 40000 نوع تم شرحها عالميًا في ذلك الوقت. اليوم، ما تزال واحدة من أكبر الفصائل المعروفة. كما تتضمن أيضًا خنافس القلف "اللحاء" باعتبارها فصيلة فرعية لـ الإسكوليتيناي (Scolytinae) اليوم، وهي معدلة بشكلٍ كبير من ناحية الشكل تماشيًا مع أسلوب حياتها في حفر الأشجار، ولا تشبه السوس الآخر كثيرًا. ولذلك تم اعتبارها تقليديًا على أنها فصيلة إسكوليتيداي (Scolytidae) مختلفة. ولكن كما اتضح بعد ذلك، فَهي في الحقيقة أقرب لسلالاتٍ بعينها من السوس الحقيقي من تلك التي تكون أقرب إلى السوس الحقيقي الآخر. وبالمثل، فهي تتضمن خنافس أمبروزيا (ambrosia beetle)، التي تم اعتبار فصيلتها الفرعية الحالية بلاتيبوديناي (Platypodinae) فيما سبق على أنها فصيلة البلاتيبوديداي (Platypodidae) المميزة.

## الوصف
يتم التعرف عليهم من خلال الخطم الطويل المميز والهوائيات الركبية ذات الهروات الصغيرة، وفوق ذلك، curculionids لها تنوع ملحوظ في الشكل والحجم، والبالغ منها يتراوح بين 1 إلى 40 مليمتر (0.04 إلى 1.57 إنش).
والسوس كله تقريبًا من آكلي النبات، ومعظم الأنواع ترتبط بمجالٍ ضيق من المضيفين، في العديد من الحالات، تعيش في نوعٍ واحد فقط. ومع تصنيف الكثير من الأنواع وأكثر من 400 جِنس، فإن تصنيف هذه الفصيلة صعب للغاية، ويختلف المؤلفون على عدد ومكان الفصائل الفرعية المتنوعة، والقبائل والقبائل الفرعية.
وكلمة «سوسة» أصبحت شهيرة بسبب خنفساء سوسة القطن، التي تضع بيوضها وتتغذى داخل كرات القطن، مدمرة المحصول.

## السلالة والنظاميات
إن علم الوراثة العرقي للمجموعة غاية في الصعوبة، بأكثر من 40,000 نوع، هناك جدال مفعم بالحيوية حول العلاقات بين الفصائل الفرعية والأجناس. حاول تحليل لعام 1997 بإنشاء سلالة مبنية بشكلٍ رئيسي على الخصائص اليرقانية.
ويعترف بعض الكتّاب بما يقرب من اثني عشر من الفصائل الفرعية حتى عند دمج تلك التي هي غير صالحة بالتأكيد. ومع ذلك، فالبعض الآخر، يتعرف على عدد أقل – الفصائل الفرعية الوحيدة التي تعتبر بشكلٍ شبه عالمي صحيحة هي Baridinae ،كوسونيني ‏ ،سوساوات حقيقية ،Cyclominae ،إنطيموساوات ،Molytinae ،Platypodinae وخنافس اللحاء والأمبروزية. والمخططات التصنيفية العديدة المطروحة عادةً ما تعترف بالكثير من الفصائل الفرعية الزائدة، ولكن لا يوجد اتفاق كبير بين الهيئات على من منهم ومن لا. وعلى وجه الخصوص، فتخطيط Molytinae أثبت صعوبته.
الفصائل الفرعية المعترف بصحتها اليوم من قِبل بعض الكتّاب على الأقل هي:
- Bagoinae (في بعض الأحيان في Molytinae)
- Baridinae
- Brachycerinae (متنازع عليها)
- تحت فصيلة السوس سيوتورينكيدي  [لغات أخرى]‏ (أحيانًا في Baridinae، أو Curculioninae أو Molytinae)
- تحت فصيلة السوس زيجوبيني  [لغات أخرى]‏ (أحيانًا في Baridinae)
- كوسونيني  [لغات أخرى]‏
- السوس كريبتورينكيدي  [لغات أخرى]‏ (أحيانًا في Curculioninae)
- السوساوات الحقيقية – سوس الأزهار، وسوس الجوز والمكسرات
  - جنس السوسة الحقيقية
- Cyclominae
- Dryophthorinae (متنازع عليها)
- الإنطيموساوات – السوس عريض الأنف
  - الإنطيموساوية
    - الإنطيموس

  - الفلبوساوية
    - الفلبوس
- Erirhininae (أحيانًا في Brachycerinae)
- Gonipterinae (أحيانًا في Curculioninae)
- Hyperinae (أحيانًا في Molytinae)
- Leptoniinae (متنازع عليها)
- تحت فصيلة السوس كليونيني  [لغات أخرى]‏ (أحيانًا في Molytinae)
- Mesoptiliinae (أحيانًا في Molytinae)
- Molytinae
- Orobitidinae (أحيانًا في Baridinae)
- Platypodinae – عادة سوس الأمبروزيا
- Raymondionyminae (أحيانًا في Brachycerinae)
- خنافس اللحاء والأمبروزية – سوس اللّحاء
- Xiphaspidinae (أحيانًا في Baridinae)

## الأجناس
أجناس هذه الفصيلة:
- كود سباركل
- تحديث القائمة

جنس:بلنون 
اسم علمي: Balaninus

جنس:تخس 
اسم علمي: Tychius

جنس:سيون 
اسم علمي: Cionus

جنس:نيوشتينا 
اسم علمي: Neochetina

## وصلات خارجية
On the جامعة فلوريدا / Institute of Food and Agricultural Sciences Featured Creatures website:
- Anthonomus eugenii, pepper weevil
- Cylas formicarius, sweetpotato weevil
- Chalcodermus aeneus, cowpea curculio
- Cosmopolites sordidus, banana root borer
- Eudociminus mannerheimii, cypress weevil
- Eurhinus magnificus
- Gerstaeckeria spp.
- Metamasius callizona, Mexican bromeliad weevil
- Metamasius hemipterus sericeus, silky cane weevil,
- Metamasius mosieri, Florida bromeliad weevil
- Naupactus (=Graphognathus) spp., whitefringed beetles
- Oxyops vitiosa, melaleuca weevil
- Pantomorus cervinus, Fuller rose weevil
- Pseudocneorhinus bifasciatus, twobanded Japanese weevil
- Rhynchophorus cruentatus, palmetto weevil
- Sphenophorus venatus, hunting billbug

Other University web pages on economically important Curculids:
- Conotrachelus nenuphar, plum curculio from the Ohio State University
- Orchestes pallicornis, apple flea weevil نسخة محفوظة 6 أغسطس 2010 على موقع واي باك مشين. from Michigan State University

## أجناس
- السوسة الحقيقية